# Ain Dara, Syria
Ein Dara (tiếng Ả Rập: عين دارة ở Kurdish Ayin Darê, cũng đánh vần Ain Dara hoặc Ayn Darah) là một ngôi làng nhỏ ở miền bắc Syria, một phần hành chính của quận Afrin của Tỉnh Aleppo, nằm ở phía tây bắc Aleppo. Các địa phương gần đó bao gồm Afrin ở phía bắc, Karzahayel ở phía đông và Bassouta ở phía nam. Theo Cục Thống kê Trung ương Syria (CBS), Ein Dara có dân số 248 người trong cuộc điều tra dân số năm 2004.
Khu định cư hiện đại của Ein Dara nằm ở phía đông của ngôi đền Ain Dara cổ đại. Vào ngày 20 tháng 3 năm 2018, ngôi làng nằm dưới sự kiểm soát của Quân đội Syria Tự do do Thổ Nhĩ Kỳ hậu thuẫn.